# Carcelia bakeri
Carcelia bakeri là một loài ruồi trong họ Tachinidae.